# Orthonama gracea
Orthonama gracea là một loài bướm đêm trong họ Geometridae.